# Középpalojta
Középpalojta (szlovákul: Stredné Plachtince) község Szlovákiában, a Besztercebányai kerületben, a Nagykürtösi járásban.

## Fekvése
Nagykürtöstől 5 km-re északnyugatra fekszik.

## Története
1243-ban "Palatha" néven említik először. 1245-től a sági prépostság birtoka. 1275-ben vámszedési jogot, majd mint mezőváros vásártartási jogot kapott. 1332-ben a pápai tizedjegyzék már említi Szent Márton tiszteletére szentelt templomát is. A középkorban Palothának és Prépostpalojtájának is nevezték.
Palojta egykori várát csak 1306-ban említik, amikor Csák Máté elfoglalta a Zólyomiaktól, valószínűleg ekkor pusztult el.
Középpalojta maga Alsó- és Felsőpalojta határában keletkezett a 15. században. 1439-ben szerepel először írott forrásban "Kezeppalotha" alakban. 1715-ben 29, 1720-ban 41 háza volt. 1828-ban 116 házában 700 lakos élt, akik főként mezőgazdasággal, szőlőtermesztéssel foglalkoztak.
Vályi András szerint "Alsó, Felső és Középső Palojta. Három tót faluk Hont Vármegyében, Alsónak földes Ura a’ Rozsnyói Káptalanbéli Uraság, Felsőnek, és a’ Középsőnek pedig több Uraságok, mellyek Alsó Palojtának filiájik, Középsőnek Ispotállya is van; lakosaik katolikusok, és evangelikusok, határbéli földgyeik közép termékenységűek, mivel valamennyire hegyesek. Alsó Palojtának fája nints, más egyéb javaik is lévén, második osztálybéliek."
Fényes Elek szerint "Palojta (Közép), tót falu, Honth vmegyében, 37 kath., 660 evang. lak., evangelikus anyatemplom. Soványacska föld; sok erdő. F. u. többen. Ut. p. B. Gyarmat."
A trianoni békeszerződésig Hont vármegye Ipolynyéki járásához tartozott. 1934-ben nagy árvíz és tűzvész is pusztított.

## Népessége
| Év:            | 1994. | 2004.   | 2014.   | 2024.   |
| -------------- | ----- | ------- | ------- | ------- |
| Emberek száma: | 613   | 623     | 609     | 599     |
| Eltérés:       |       | +1,63 % | -2,24 % | -1,64 % |

| Év:            | 2023. | 2024.   |
| -------------- | ----- | ------- |
| Emberek száma: | 600   | 599     |
| Eltérés:       |       | -0,16 % |

1910-ben 947, többségben szlovák lakosa volt, jelentős magyar kisebbséggel.
2001-ben 593 lakosából 559 szlovák és 29 cigány volt.
2011-ben 651 lakosából 603 szlovák.

## Nevezetességei
- Evangélikus temploma gótikus stílusban épült a 14. században, a 17. században reneszánsz stílusban építették át.
- A falunak jellegzetes népi építésű házai vannak, homlokzatukat virágmotívumok díszítik.
- A falunak szép népviselete is van.
- A Hájnicky-domb oldalában fekszenek a régi vár maradványai.

## Híres emberek
- A templom mellett nyugszik Samuel Godra szlovák író, aki 1841-től 1873-ban bekövetkezett haláláig élt a községben.

## Külső hivatkozások
- Községinfó
- Középpalojta Szlovákia térképén
- E-obce.sk[halott link]